# Acanthosoma
Acanthosoma, Curtis, 1824, é um género de insectos homópteros, da família dos acantosomatomídeos. Têm o corpo em forma de escudo.